# Чемпіонат України з гандболу серед чоловіків 2022—2023
Чемпіонат України з гандболу серед чоловіків (чоловіча Суперліга) 2022/2023 — тридцять перший чемпіонат України. Попри повномасштабну російсько-українську війну Федерацією гандболу України вирішено провести чемпіонати України, але у скороченому форматі та з додатковими заходами безпеки. Переможцем турніру став клуб «Мотор» з міста Запоріжжя.

## Учасники та терміни проведення
У чемпіонаті брало участь 6 команд. Розпочався чемпіонат 21 жовтня 2022 року. Завершився 4 травня 2023 року зїзним туром в Ужгороді.
- «Мотор» (м. Запоріжжя);
- «Донбас» (Донеччина);
- «Одеса» (м. Одеса);
- «Карпати-ШВСМ» (м. Ужгород);
- «ЦСКА-ШВСМ» (м. Київ);
- «СКА-Львів» (м. Львів).

Чемпіонат проводився за з'їзною системою у три етапи: попередній, плей-оф та підсумковий. У попередньому етапі чемпіонату були поділені на дві групи: група А («СКА-Львів», «Карпати-ШВСМ» та «ЦСКА-ШВСМ») і група Б («Мотор», «Донбас», «Одеса») та провели 4 тури. 1-й та 3-й грали з суперниками своєї групи, а 2-й та 4-й - сусідньої. У етапі плей-оф команда, яка за підсумками попереднього етапу посіла перше місце у групі А зігрла один матч з третьою у групі Б, перша з групи Б з третьою з групи А, а команди, які посіли другі місця в своїх групах грали між собою. Очки здобуті у попередніх етапах, у  етапі плей-оф анулюються.
Три команди переможниці ігор етапу плей-оф провели підсумковий етап за медалі чемпіонату, а переможені розіграли в підсумковому етапі 4-6 місця. Пройшов він з 2 по 4 травня 2023 року в Ужгороді.

## Турнірна таблиця. Суперліга

### Попередній етап
- 1-й тур. 21—23 жовтня 2022 року, м. Ужгород
- 2-й тур. 11—13 листопада 2022 року, м. Ужгород
- 3-й тур. група Б. 25—27 листопада 2022 року, м. Одеса
- 3-й тур. група А. 5—7 грудня 2022 року, м. Ужгород
- 4-й тур. 17—19 березня 2023 року, м. Одеса

#### Група «А»
| № | Команда        | І  | В | Н | П | М       | О  |
| - | -------------- | -- | - | - | - | ------- | -- |
| 1 | «Карпати-ШВСМ» | 10 | 6 | 0 | 4 | 320:292 | 12 |
| 2 | «ЦСКА-ШВСМ»    | 10 | 5 | 0 | 5 | 305:293 | 10 |
| 3 | «СКА-Львів»    | 10 | 1 | 0 | 9 | 257:363 | 2  |

#### Група «Б»
| № | Команда  | І  | В | Н | П | М       | О  |
| - | -------- | -- | - | - | - | ------- | -- |
| 1 | «Донбас» | 10 | 9 | 0 | 1 | 327:240 | 18 |
| 2 | «Одеса»  | 10 | 8 | 0 | 2 | 349:302 | 16 |
| 3 | «Мотор»  | 10 | 1 | 0 | 9 | 261:329 | 2  |

Після чотирьох турів.

### Плей-оф
«ЦСКА-ШВСМ» - «Одеса» 25:31, 20:32;
«СКА-Львів» - «Донбас» 30:44, 28:45;
«Мотор» - «Карпати-ШВСМ» 28:25, 38:20.

### Підсумковий етап

#### Група «А»
| № | Команда  | І | В | Н | П | М     | О |
| - | -------- | - | - | - | - | ----- | - |
|   | «Мотор»  | 2 | 2 | 0 | 0 | 79:45 | 4 |
|   | «Одеса»  | 2 | 1 | 0 | 1 | 63:76 | 2 |
|   | «Донбас» | 2 | 0 | 0 | 2 | 59:80 | 0 |

#### Група «Б»
| № | Команда         | І | В | Н | П | М     | О |
| - | --------------- | - | - | - | - | ----- | - |
| 4 | «Карпати--ШВСМ» | 2 | 2 | 0 | 0 | 66:58 | 4 |
| 5 | «ЦСКА-ШВСМ»     | 2 | 1 | 0 | 1 | 59:60 | 2 |
| 6 | «СКА-Львів»     | 2 | 0 | 0 | 2 | 56:63 | 0 |

## Цікаві факти
У цьогорічному голосуванні тренерів та капітанів команд чоловічої Суперліги організованому спортивним журналістом Ігорем Грачовим титул Гандболіст року в Україні отримав півсередній (запорізького «Мотора») Ігор Турченко.
Федерація гандболу України також провела голосування серед тренерів та гравців, опитавши по 3 представника кожної команди Суперліги. Кожен респондент повинен був назвати трійку кращих гравців Суперліги, за представників своєї команди голосувати було заборонено. За результатами голосування сформовано рейтинг гравців сезону та символічну збірну Суперліги.

### Топ-5
| Місце | Гравець             | Клуб           | Очки |
| ----- | ------------------- | -------------- | ---- |
| 1     | Ярослав Котюк       | «Карпати-ШВСМ» | 38   |
| 2     | Сергій Дубовик      | «Донбас»       | 37   |
| 3     | Олександр Южбабенко | «Одеса»        | 18   |
| 4     | Іван Черевко        | «Донбас»       | 14   |
| 5     | Дмитро Коваленко    | «ЦСКА-ШВСМ»    | 12   |

### Символічна збірна Суперліги
| Амплуа             | Гравець             | Клуб           |
| ------------------ | ------------------- | -------------- |
| воротар            | Богдан Панченко     | «ЦСКА-ШВСМ»    |
| лівий крайній      | Ярослав Котюк       | «Карпати-ШВСМ» |
| лівий півсередній  | Сергій Дубовик      | «Донбас»       |
| центральний        | Олександр Южбабенко | «Одеса»        |
| центральний        | Іван Черевко        | «Донбас»       |
| правий півсередній | Денис Саварин       | «Одеса»        |
| правий крайній     | Руслан Діякону      | «ЦСКА-ШВСМ»    |
| лінійний           | Євген Лисак         | «ЦСКА-ШВСМ»    |